# 1. Lothringisches Pionier-Bataillon Nr. 16
Le 16e bataillon du Génie ( Lorrain no 1 ), ou Pionier-Bataillon Nr. 16 était une unité de l’armée impériale allemande. Elle était rattachée au XVIe Corps d'Armée.

## Historique de l'unité
Comme le 2. Lothringisches Pionier-Bataillon Nr. 20, ou 2e Lorrain, le Pionier-Bataillon Nr. 16, ou 1er Lorrain, relevait de l'État-major du Génie du XVIe Corps d'Armée.
Le recrutement du bataillon se faisait en Moselle, partie intégrante du Reichsland Elsaß-Lothringen. La garnison était stationnée à Metz, première place forte de l'Empire allemand. Les 588 hommes du régiment avaient leurs quartiers dans la caserne Riberpray .

## Sources
- (de) Cet article est partiellement ou en totalité issu de l’article de Wikipédia en allemand intitulé « Neupreußische Pionierbataillone#1. Lothringisches Pionier-Bataillon Nr. 16 » (voir la liste des auteurs).